# Pyrogallolphthalein
Pyrogallolphthalein ist ein Triphenylmethanfarbstoff und gehört zur Familie der Phthaleine. Der Name setzt sich aus Pyrogallol und Phthalsäureanhydrid zusammen. Es findet Verwendung als pH-Indikator. Das entsprechende Sulfonphthalein ist das Pyrogallolrot.

## Darstellung
In einer Friedel-Crafts-Acylierung werden Pyrogallol und Phthalsäureanhydrid in Gegenwart geringer Mengen konzentrierter Schwefelsäure umgesetzt.

## Eigenschaften
Pyrogallolphthalein wird als pH-Indikator verwendet [Umschlagsbereich pH 3,8 (braungelb) – 6,6 (rosarot)]; im stark alkalischen Medium schlägt es von purpur wieder nach gelb um. Es wird auch bei der komplexometrischen Titration zur Bestimmung von Bismut und Zirconium verwendet.
Pyrogallolphthalein ist in Wasser nicht löslich und findet meist in 0,1%iger alkoholischer Lösung Verwendung. Es ist selbst eine schwache Säure.